# Гореня Брезовиця (Брезовиця)
Гореня Брезовиця (словен. Gorenja Brezovica) — поселення в общині Брезовиця, Осреднєсловенський регіон, Словенія. Висота над рівнем моря: 481,2 м.